# Distretto hui di Shunhe
Il distretto hui di Shunhe (顺河回族区S, Shùnhé Huízú QūP) è un distretto della Cina, situato nella provincia di Henan e amministrato dalla prefettura di Kaifeng.